# الانتخابات الفيدرالية لألمانيا الغربية 1983
تم إقامة الانتخابات الفدرالية في ألمانيا الغربية في 6 مارس 1983 وذلك لانتخاب أعضاء البوندستاغ العاشر. حافظ ائتلاف CDU/CSU بقيادة هلموت كول على العدد الأكبر من المقاعد في البرلمان، كما حافظ كول على منصب المستشار.